# Desa Telogowaru (administrativ by i Indonesien, lat -8,04, long 112,66)
Desa Telogowaru är en administrativ by i Indonesien.   Den ligger i provinsen Jawa Timur, i den västra delen av landet, 700 km öster om huvudstaden Jakarta.